# Yamato Holdings
Yamato Holdings (ヤマトホールディングス, Yamato hōrudingusu) est une entreprise japonaise qui fait partie de l'indice TOPIX 100.

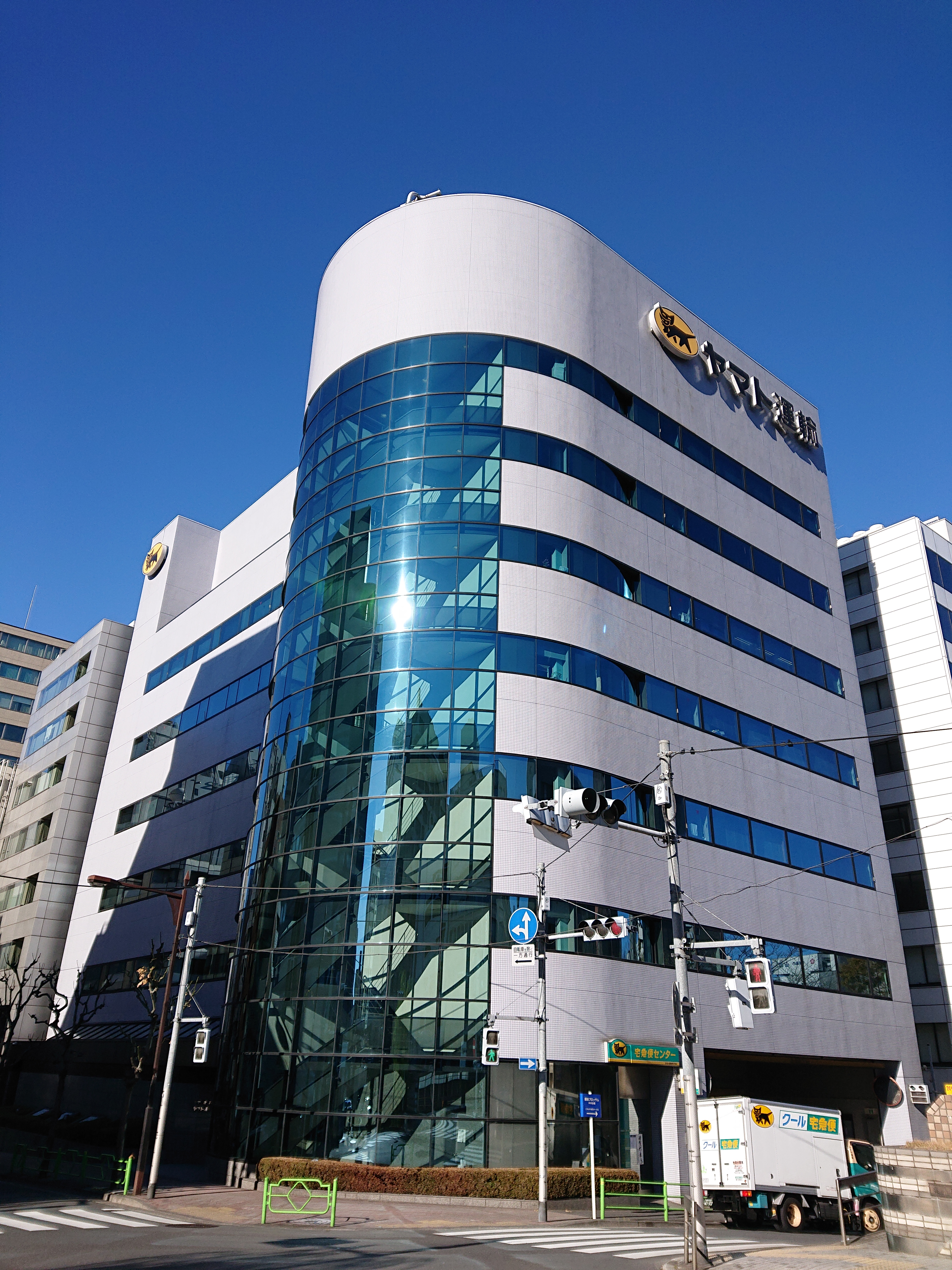

Ces principales filiales sont Yamato Transport et Swan Bakery (スワンベーカリー, Suwan bēkarī).